# Susan Lindquist

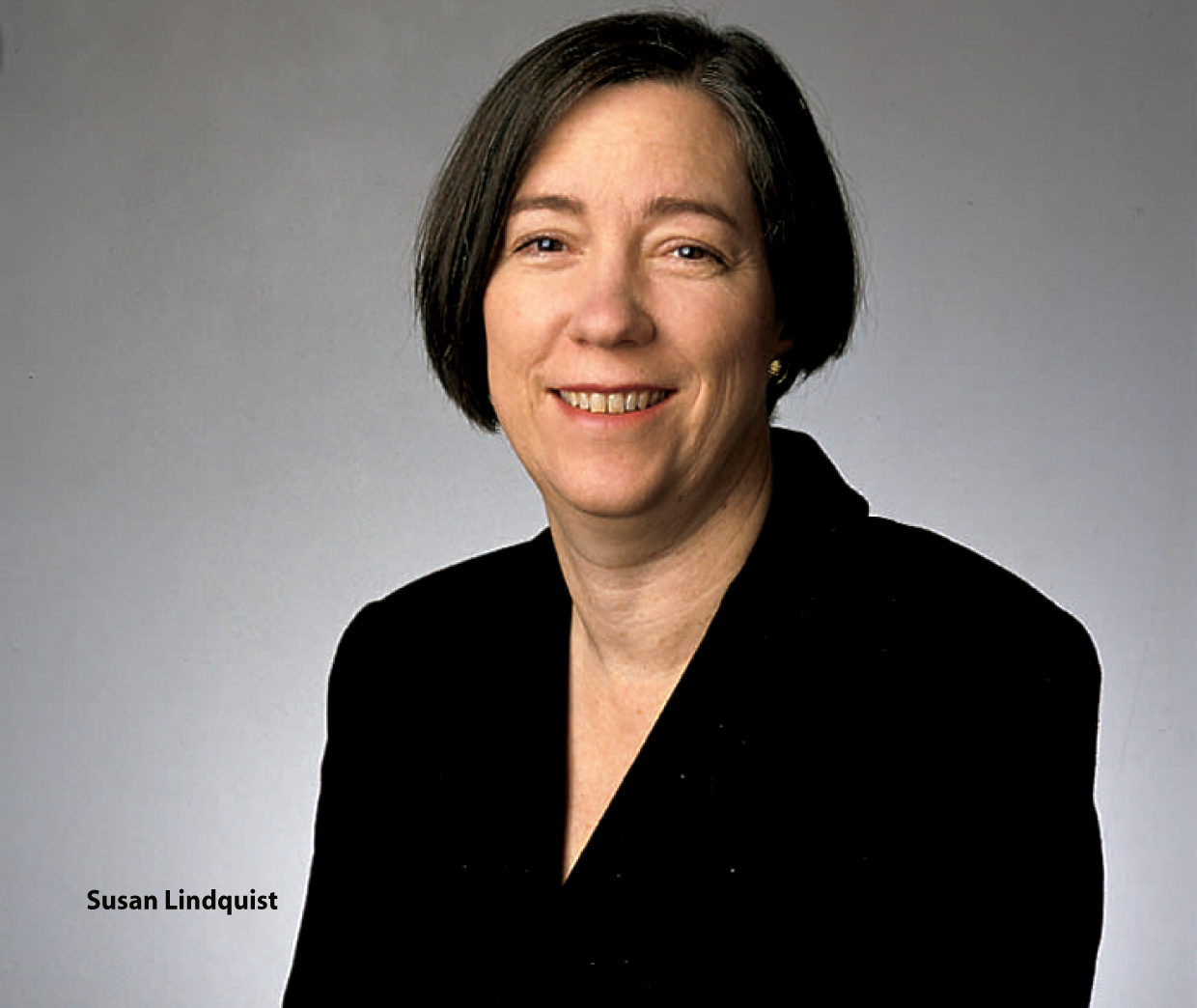
Susan Lindquist

Susan Lee Lindquist (* 5. Juni 1949 in Chicago; † 27. Oktober 2016 in Boston) war eine US-amerikanische Biologin und Hochschullehrerin für Molekularbiologie am Massachusetts Institute of Technology. Sie war Mitglied und ehemalige Direktorin des Whitehead-Institut für biomedizinische Forschung.

## Leben
Susan Lindquist studierte Mikrobiologie an der University of Illinois und schloss 1971 mit dem Bachelor of Arts ab. Sie promovierte 1976 in Biologie an der Harvard University. Später war sie Inhaberin des Albert D. Lasker Lehrstuhls für Medizin in der Abteilung für Molekulargenetik und Zellbiologie an der University of Chicago. Zuletzt war sie Professorin für Biologie am MIT. Von 2001 bis 2004 war sie dort auch Direktorin des Whitehead-Institut für biomedizinische Forschung. Von 1988 bis 2001 forschte sie zusätzlich für das Howard Hughes Medical Institute.
Lindquist war mit Edward Buckbee verheiratet und hatte zwei erwachsene Töchter. Sie starb an Krebs.

## Lindquists Forschung
Der Schwerpunkt der Forschungsarbeiten von Lindquist lag auf dem Gebiet der Proteinfaltung. Sie konnte zeigen, dass mittels veränderter Proteinfaltung zahlreiche biologische Prozesse gesteuert werden und die Frage, ob eine Zelle extremen Stress (zum Beispiel Hitzeschock, Einwirkung von Zellgiften) überleben kann, entscheidend beeinflusst wird. Lindquist isolierte mRNA, die aus chromosomalen Strukturen stammt, die durch Hitzeschock umgeformt werden. Sie konnte wichtige Beiträge zur Aufklärung der Funktion und zur Autoregulation des Hitzeschockproteins Hsp70 auf der Ebene der Transkription und der Translation leisten.
Weitere Prozesse, die durch Um- und Neufaltungen von Proteinen beeinflusst werden, sind die Aktivierung oder Inaktivierung von Funktionseiweißen, die Auswirkungen von Mutationen und die Bildung des Gedächtnisses an den Synapsen der Nervenzellen. Störungen der Proteinfaltung sind – zum Teil nachgewiesenermaßen, zum Teil vermutet – ursächlich an der Entstehung von Krankheiten wie Morbus Alzheimer, Chorea Huntington und Morbus Parkinson beteiligt. Fehlgefaltete Eiweiße, die ihre Störung auf andere Eiweiße übertragen können, werden Prionen genannt und sind das Substrat von Creutzfeldt-Jakob-Krankheit und boviner spongiformer Enzephalopathie (BSE).
Lindquist und Mitarbeiter konnten zeigen, dass bestimmte „genetische“ Eigenschaften – günstige wie schädliche – durch selbst-perpetuierende Änderungen der Proteinfaltung übertragen werden, womit der Blick auf weitere mögliche Mechanismen der Vererbung erweitert wurde.

## Auszeichnungen und Mitgliedschaften (Auswahl)
- 1996: Mitglied der American Academy of Arts and Sciences
- 1997: Mitglied der United States National Academy of Sciences
- 1997: Mitglied der American Academy of Microbiology (AAM) der American Society for Microbiology (ASM)
- 2000: Novartis/Drew Award in Biomedical Research
- 2001: Keith R. Porter Lecture
- 2002: Dickson Prize in Medicine[2]
- 2003: Mitglied der American Philosophical Society[3]
- 2004: Mitglied der Leopoldina[4]
- 2006: Sigma Xi William Procter Prize for Scientific Achievement
- 2006: Gewählt in das Institute of Medicine der National Academies
- 2008: Genetics Society of America Medal[5]
- 2008: Otto-Warburg-Medaille
- 2010: National Medal of Science[6]
- 2010: Max-Delbrück-Medaille[7]
- 2010: Mendel Medal der Genetics Society
- 2012: E. B. Wilson Medal
- 2013: Howard Taylor Ricketts Award
- 2015: Auswärtiges Mitglied der Royal Society
- 2016: Albany Medical Center Prize
- 2016: Rosenstiel Award (posthum)

## Schriften
- mit Bruno Maresca: Heat shock. Springer, Berlin u. a. 1991, ISBN 3-540-54111-X.
- mit C. Dai, L. Whitesell und A. B. Rogers: Heat-shock factor 1 is a powerful multifaceted modifier of carcinogenesis. In: Cell. v. 130, 2007, S. 1005–1018.
- mit A. A. Cooper, A. D. Gitler, A. Cashikar, C. M. Haynes, K. J. Hill, B. Bhullar, K. Liu, K. Xu, K. E. Strathearn, F. Liu, S. Cao, K. A. Caldwell, G. A. Caldwell, G. Marsischky, R. D. Kolodner, J. LaBaer, J-C. Rochet und N. M. Bonini: alpha-Synuclein Blocks ER-Golgi Traffic and Rab1 Rescues Neuron Loss in Parkinson’s Models. In: Science. v. 313, 2006, S. 324–328.
- mit L. E. Cowen: Hsp90 potentiates the rapid evolution of new traits: Drug resistance in diverse fungi. In: Science. v. 309, 2005, S. 2185–2189.
- mit R. Krishnan: Structural insights into a yeast prion illuminate nucleation and strain diversity. In: Nature. v. 435, 2005, S. 765–772.
- mit K. Si und E. R. Kandel: A Neuronal Isoform of the Aplysia CPEB Has Prion-Like Properties. In: Cell. v. 115, 2003, S. 879–891.
- mit C. Queitsch und T. A. Sangster: Hsp90 as a capacitor of phenotypic variation. In: Nature. v. 417, 2002, S. 618–624.
- mit T. R. Serio, A. G. Cashikar, A. S. Kowal, G. J. Sawicki, J. J. Moslehi, L. Serpell und M. F. Arnsdorf: Nucleated Conformational Conversion and the Replication of Conformational Information by a Prion Determinant. In: Science. v. 289, 2000, S. 1317–1321.
- mit M. M. Patino, J. J. Liu und J. R. Glover: Support for the prion hypothesis for inheritance of a phenotypic trait in yeast. In: Science. v. 273, 1996, S. 622–626.
- Regulation of protein synthesis during heat shock. In: Nature. v. 293, 1981, S. 311–314.